# 前沢町
前沢町（まえさわちょう）は、2006年（平成18年）まで岩手県胆沢郡にあった町。特産の前沢牛で知られる。

## 地理
- 山：束稲山
- 河川：北上川

## 沿革
- 1875年（明治8年）10月17日 - 水沢県による村落統合にともない、目呂木村・関村・上麻生村が合併して稲置村になる。
- 1889年（明治22年）4月1日 - 町村制施行にともない、前沢村・白鳥村および稲置村のうち旧目呂木村域が合併して前沢町が発足。
- 1955年（昭和30年）4月1日 - 古城村・白山村および東磐井郡生母村と合併し、新制の前沢町が発足。
- 2006年（平成18年）2月20日 - 江刺市・水沢市・胆沢町・衣川村と合併し、奥州市の一部となる。

## 行政
- 最後の町長：伊藤正次（いとう まさつぐ・2003年4月30日就任）
- 歴代町長

昭和の合併以前
| 代 | 氏名         | 就任                       | 退任                      | 備考 |
| -- | ------------ | -------------------------- | ------------------------- | ---- |
| 1  | 高梨盛一     | 1889年（明治22年）6月1日   | 1894年（明治27年）2月14日 |      |
| 2  | 佐藤守節     | 1894年（明治27年）4月8日   | 1897年（明治30年）8月9日  |      |
| 3  | 高梨盛一     | 1897年（明治30年）8月23日  | 1908年（明治41年）8月9日  | 再任 |
| 4  | 佐藤守節     | 1908年（明治41年）9月12日  | 1921年（大正10年）3月18日 | 再任 |
| 5  | 遠藤藎       | 1921年（大正10年）4月19日  | 1925年（大正14年）4月18日 |      |
| 6  | 及川茂承     | 1925年（大正14年）7月14日  | 1927年（昭和2年）12月31日 |      |
| 7  | 及川頼母     | 1928年（昭和3年）2月12日   | 1936年（昭和11年）2月28日 |      |
| 8  | 大内幸之進   | 1936年（昭和11年）7月1日   | 1937年（昭和12年）11月5日 |      |
| 9  | 菅原甲子太郎 | 1937年（昭和12年）11月20日 | 1946年（昭和21年）1月11日 |      |
| 10 | 永井勝一     | 1946年（昭和21年）2月26日  | 1951年（昭和26年）3月28日 |      |
| 11 | 永井正二郎   | 1951年（昭和26年）4月23日  | 1952年（昭和27年）8月18日 |      |
| 12 | 菊池陽一     | 1952年（昭和27年）9月28日  | 1955年（昭和30年）3月31日 |      |

昭和の合併以後
初代 - 菊池陽一

## 姉妹都市・友好都市

### 国内
- 厚真町（北海道 勇払郡）
  - 1983年（昭和58年）6月18日姉妹都市提携

## 名産
- 前沢牛

## 学校

### 養護学校
- 岩手県立前沢養護学校

### 小学校
- 奥州市立前沢小学校
- 奥州市立白鳥小学校
- 奥州市立上野原小学校
- 奥州市立白山小学校
- 奥州市立古城小学校
- 奥州市立母体小学校
- 奥州市立赤生津小学校
- 奥州市立前沢小学校（上記の前沢区内の7小学校が統合し、平成26年4月1日より開校）

### 中学校
- 奥州市立前沢中学校

### 高等学校
- 岩手県立前沢高等学校

## 交通

### 鉄道路線
- 東日本旅客鉄道（JR東日本）
  - 東北本線 ： 前沢駅

### 道路
- 高速自動車国道
  - 東北自動車道 ： 前沢SA
- 一般国道
  - 国道4号
- 主要地方道
  - 岩手県道14号一関北上線
- 一般県道
  - 岩手県道106号前沢東山線
  - 岩手県道175号陸中折居停車場線
  - 岩手県道176号供養塚折居線
  - 岩手県道237号長坂束稲前沢線
  - 岩手県道243号新城馬口沢線
  - 岩手県道283号衣川前沢線

## 前沢町出身の有名人
- 石川修司（プロレスラー）
- 盤具公母禮（アテルイと共にヤマトの侵略に対して武装叛乱を戦った蝦夷の指導者）
- 及川裸観（健康普及会ニコニコ裸運動主宰）
- 及川煌久（大相撲力士（最高位・前頭10枚目））
- 小野寺信（陸軍軍人、陸軍少将）
- 小野寺直助（内科医学者）
- 菊地正幸（地震学者、東京大学教授、東京大学地震研究所付属地震予知情報センター教授）
- 増田盛（参議院議員、農林官僚、岩手県知事を務めた増田寛也の父）
- 光瀬龍（作家）
- 三好京三（小説家、1976年に直木賞を受賞）
- 吉田克郎（岩手銘醸会長）